# Du är min man
"Du är min man" är en sång skriven av Benny Andersson och Björn Ulvaeus. Den spelades in av Benny Anderssons orkester och Helen Sjöholm för Benny Anderssons orkesters album BAO! 2004 och släpptes på singel samma år. Under Svenska dansbandsveckan 2005 fick låten priset Guldklaven för "Årets låt".

## Svensktoppen
"Du är min man" gick in på Svensktoppen den 11 juli 2004 och låg kvar på listan ända fram till den 8 november 2009, varav de 38 första veckorna på första plats (av totalt 66 förstaplatsveckor). Som sämst låg den på tionde plats. Ingen melodi har heller legat på första plats så länge som "Du är min man". Den 8 november 2009 hade låten trillat ner från listan efter 278 veckor, och denna dag gjordes ett undantag från Svensktoppens regelverk då låten spelades i programmets radiosändning.
När låten lämnade Svensktoppen sade programledaren Carolina Norén i en intervju med Erik Blix på P4 Extra att "Du är min man" var den låt som väckt starkast känslor genom åren. Hon sa att låten delade in lyssnarna i två tydliga, arga läger med motsatt tycke för den och att när låten lämnade listan fick de såväl sorgsna mejl som bilder på lyssnare som drack champagne för att fira. Hon trodde även att de nya reglerna med tre utmanare varje vecka – istället för fem – kan ha bidragit till att den slutligen lämnade listan.
Den 14 oktober 2012 utsågs den till tidernas bästa Svensktoppslåt, då programmet firade 50-årsjubileum.

## Övrigt
- Kalle Moraeus och Annika Jankell framförde en egen version i Doobidoo den 20 oktober 2006.
- En inspelning av Jenny Saléns gjordes på albumet Vår egen bröllopsdag 2007.[10]
- I Dansbandskampen 2008 framfördes låten av Larz-Kristerz, då med orden Jag är din man.
- I samband med TV4:s Sommarpärlan 2008 fanns en cover av Kikki Danielsson på seriens soundtrack.[11]
- På Benny Anderssons Orkesters album Story of a Heart 2009 framförde Helen Sjöholm låten på engelska, som You Are My Man.[12]
- I Körslaget 2009 framfördes låten av Stefan Nykvists kör från Älvdalen.
- I Dansbandskampen 2010 tolkades låten av Patrik's Combo.